# Festuca maritima
Festuca maritima (syn. Vulpia unilateralis (L.) Stace, Nardurus unilateralis (L.) Boiss.) — вид однодольних квіткових рослин з родини злакових (Poaceae).

## Опис
Однорічна рослина, гола чи запушена, з мочкуватим коренем. Стебла численні, тонкі, прямовисні, висхідні чи лежачі, 3–45 см завдовжки. Листки короткі, вузькі, жолобчасті, потім згорнуті. Листкові піхви голі чи запушені. Листковий язичок 0.5–1 мм завдовжки. Листкові пластини 1–5 см завдовжки й 0.5 мм ушир. Суцвіття — китиця, одностороння, 1–16 см завдовжки, проста чи вторинно розгалужена. Колоски притиснуті, складаються з 4–5 плодючих квіточок, зі зменшеними квітками на верхівці, довгасті, 4–8 мм. Колоскові луски подібні, ланцетоподібні, з загостреними верхівками, 1-кілеві, 3-жилкові; нижня 1.5–3.5 мм, 0.5–0.75 довжини верхньої луски; верхня 3–5 мм, 1 довжина сусідньої фертильної леми. Леми еліптичні, 3–5 мм, без кіля; 5-жилкові, поверхні голі чи запушені, верхівка гостра, 1-остюкова, остюк 0–12 мм. Верхівкові безплідні квітки, схожі на плодючі, але недорозвинені. Палея 1 довжина леми; 2-жилкова.

## Поширення
Росте в північній Африці, Європі, західній і центральній Азії.
Населяє сухі та посушливі місця.
В Україні вид росте на кам'янистих схилах, скелях та розсипах, приморських пісках та галечниках, біля доріг, у посівах — біля Кримських Передгір'їв та пд. Криму, зрідка (вказується для Чатирдагу).